# Metopidiothrix loebli
Metopidiothrix loebli är en mångfotingart som beskrevs av Shear 2002. Metopidiothrix loebli ingår i släktet Metopidiothrix och familjen Metopidiotrichidae. Inga underarter finns listade i Catalogue of Life.